# Norprolac
Norprolac is een middel om een te hoge prolactine-waarde te verminderen. De werkzame stof in Norprolac is quinagolide. Quinagolide werkt hetzelfde als dopamine, een stof die van nature in de hersenen voorkomt. Quinagolide onderdrukt de aanmaak van prolactine.
Behalve het gewenste effect kan dit middel bijwerkingen als 'maag-darmklachten', 'hart-vaatklachten', en 'psychischebijwerkingen' hebben.

## Stereochemie
Quinagolide, met de brutoformule {\displaystyle {\ce {C20H33N3O3S}}}, is een racemaat van de volgende twee enantiomeren:
| Enantiomeren            | Enantiomeren            |
| ----------------------- | ----------------------- |
| CAS-Nummer: 140630-79-1 | CAS-Nummer: 140630-80-4 |

## Hypofyse
Een prolactinoom is een goedaardig gezwel. Waardoor het precies wordt veroorzaakt is niet bekend, maar het is wel een van de meest voorkomende vormen van een hormoonproducerende hypofysetumor.

## Bijwerkingen

### regelmatig
- Misselijkheid en braken, vooral in het begin van het nemen van dit middel. Daarom is het belangrijk dat er wat gegeten wordt bij het innemen.

### soms
- Hoofdpijn.
- Duizelig.
- Vermoeidheid.

### Zelden
- Obstipatie of juist diarree.
- Verminderde eetlust.
- Buikpijn en maagklachten.
- Flauwvallen door te sterke daling van de bloeddruk.
- Duizeligheid bij het opstaan.
- Blozen.
- Vasthouden van vocht.